# Ketoï
Ketoï, en russe Кетой, en japonais Ketoi-tō (計吐夷島), est une île volcanique de Russie située en mer d'Okhotsk et faisant partie des îles Kouriles, entre les îles de Simouchir au sud-ouest et Rasshua au nord-est. Elle constitue le sommet émergé d'un stratovolcan et culmine à 1 172 mètres d'altitude.